# یوزفینا دلند
یوزفینا دلند (انگلیسی: Josefina Deland; ۱ اکتبر ۱۸۱۴ – ۸ مارس ۱۸۹۰) نویسنده، آموزگار، و فعال حقوق زنان اهل سوئد بود.

## زندگی
یوزفینا دلند دختر رقصندهٔ باله سرشناس لویی دلند و بازیگر مطرح ماریا دلند بود. او در خانواده‌ای هنری و فرهنگی چشم به جهان گشود و از همان دوران کودکی با صحنه‌های تئاتر، موسیقی و ادبیات انس گرفت. پدرش که تا حدی فرانسوی‌زبان بود، تأثیر بسیاری بر تربیت فکری و زبانی او داشت. دلند در کودکی بارها به فرانسه سفر کرد و زبان فرانسه را به‌طور کامل آموخت. این آشنایی عمیق با فرهنگ فرانسوی بعدها در شکل‌گیری افکار نواندیشانه و گرایش‌های فمینیستی او نقش مهمی ایفا کرد.
در دهه‌های ۱۸۴۰ و ۱۸۵۰، دلند به‌عنوان معلم زبان فرانسه در استکهلم مشغول به کار شد. تدریس او نه‌تنها به دلیل توانایی زبانی‌اش، بلکه به خاطر رویکرد مدرن آموزشی‌اش مورد توجه بود. در سال ۱۸۳۹، او کتابی در زمینهٔ آموزش زبان فرانسه منتشر کرد که در میان دانشجویان و معلمان زبان محبوبیت یافت.
دلند در دورانی فعالیت می‌کرد که هنوز هیچ جنبش زنان سازمان‌یافته‌ای در سوئد شکل نگرفته بود. در آن زمان، تنها نمونه‌هایی چون سوفی ساگر به‌طور انفرادی به طرح مسائل زنان می‌پرداختند. با این حال، یوزفینا دلند توانست با طرح موضوعات بنیادین، راه را برای کنشگران آینده هموار سازد. در سال ۱۸۵۲، او مناظره‌ای گسترده دربارهٔ وضعیت اسفناک معلمان زن و دایه‌های بازنشسته به راه انداخت. او با صراحت بیان کرد که زنان شاغل در این حرفه‌ها پس از پایان دوران کاری خود از هیچ حمایت دولتی برخوردار نیستند و اغلب سرنوشتشان به آسایشگاه فقرا ختم می‌شود.
این فعالیت‌ها منجر به شکل‌گیری نخستین نهاد بازنشستگی ویژهٔ زنان در سال ۱۸۵۵ شد: Svenska lärarinnors pensionsförening (انجمن مستمری معلمان زن سوئد). این اقدام، یک دستاورد تاریخی برای زنان شاغل بود. دلند در اساس‌نامهٔ پیشنهادی خود تأکید داشت که ادارهٔ انجمن باید تماماً به‌دست زنان انجام گیرد و مردان در آن نقشی نداشته باشند. چنین پیشنهادی در آن زمان بسیار رادیکال تلقی می‌شد و باعث تمسخر او از سوی روزنامه‌ها و شخصیت‌های محافظه‌کار شد. در یکی از مجامع، وقتی پیشنهاد حضور مردان در هیئت مدیره مطرح شد، دلند پاسخ داد: «نه آقایان! نه آقایان!» این جمله به نمادی از ایستادگی زنان در برابر سلطهٔ مردانه بدل شد و برای سال‌ها در حافظهٔ جمعی باقی ماند.
یکی از معاصران دلند دربارهٔ او نوشت: «بانویی با اندامی پُر و خوش‌تراش که رفتار مردانه‌اش می‌توانست اثری زننده و آزاردهنده داشته باشد، اگر این رفتار با درخشش طلایی موهایش و بازی درخشان چشمانش اندکی تلطیف نمی‌شد.»
در سال ۱۸۵۹، دلند تصمیم گرفت سوئد را ترک کند و برای همیشه به فرانسه بازگردد. دلایل دقیق این مهاجرت مشخص نیست، اما برخی منابع از خستگی او از فضای خصمانهٔ رسانه‌ای و مقاومت اجتماعی نسبت به زنان مستقل سخن گفته‌اند. پس از خروج او، سوفیا آلبوم به‌عنوان رئیس جدید انجمن بازنشستگی برگزیده شد و راه دلند را ادامه داد.
همان سال، نمایشنامه‌ای کمدی به قلم آوگوست سف‌استروم با عنوان مامزل گاریبالدی یا نه آقایان، نه آقایان! در تئاتر هومل‌گورد واقع در استکهلم به صحنه رفت. این نمایش طنز، که به‌نوعی کاریکاتوری از شخصیت دلند بود، سخنان معروف او را دست‌مایه قرار داد و با استقبال زیادی روبه‌رو شد. شخصیت اصلی نمایش، زنی مستقل و قاطع بود که از ورود مردان به نهادهای زنان جلوگیری می‌کرد—بازتابی اغراق‌آمیز اما مؤثر از دیدگاه‌های دلند. این نمایش هم‌زمان با تمسخر، باعث شناخته‌تر شدن چهرهٔ او در سطح ملی نیز شد.